# Dupilumab
Dupilumab es un medicamento que se emplea en el tratamiento de la dermatitis atópica moderada o grave. Se administra mediante inyección subcutánea, generalmente administrada con una jeringa precargada. Es un anticuerpo monoclonal que bloquea los receptores de la interleucina 4 (IL-4) y la interleucina 13 (IL-13). Se vende con el nombre comercial de Dupixent. En el año 2017 el coste del fármaco era muy elevado, más de 30 000 dólares estadounidenses para un año de tratamiento.

## Indicaciones
Este medicamento se aprobó inicialmente para el tratamiento de la dermatitis atópica moderada o severa en pacientes adultos que no responden a los tratamientos habituales para esta enfermedad. Los ensayos clínicos han reportado una mejoraría sustancial en la mayoría de casos tras 16 semanas de tratamiento, con resultados positivos desde las primeras aplicaciones. Posteriormente se ha aprobado su uso en la Unión Europea para el tratamiento de mantenimiento para el asma grave con inflamación de tipo 2 caracterizada por eosinófilos elevados en sangre y/o fracción exhalada de óxido nítrico elevado, así como para determinados casos de rinosinusitis crónica con poliposis nasal.
Su uso en pacientes con EPOC ha reportado resultados prometedores.

## Mecanismo de acción
La IL-4 y IL-13 son dos interleucinas que se consideran los principales inductores de la inflamación crónica en la dermatitis atópica y otras enfermedades de origen alérgico, siendo también contemplado en casos de asma moderada a severa.   
Dupilumab es un anticuerpo monoclonal humano de la subclase de inmunoglobulinas IgG4 dirigido contra la proteína IL-4Rα. Esta proteína forma parte del receptor tipo I de la interleucina-4 y del receptor  tipo II de la interleucina-4, que está formado además por la IL-13Rα1, y que une también a la interleucina-13. Al bloquear ambos receptores, el anticuerpo inhibe la respuesta celular a estas dos citoquinas.   

## Efectos secundarios
Los más frecuentes son enrojecimiento e hinchazón en el punto de inyección, conjuntivitis, blefaritis, herpes labial y fiebre. También se han reportado casos en los que los pacientes son más suceptibles a infecciones fúngicas cutáneas.

## Historia
El fármaco ha sido desarrollado por las empresas Regeneron Pharmaceuticals y Sanofi. Su uso fue aprobado el 27 de marzo de 2017 por la Administración de Alimentos y Medicamentos (FDA) de Estados Unidos.